# Ralph Borghard

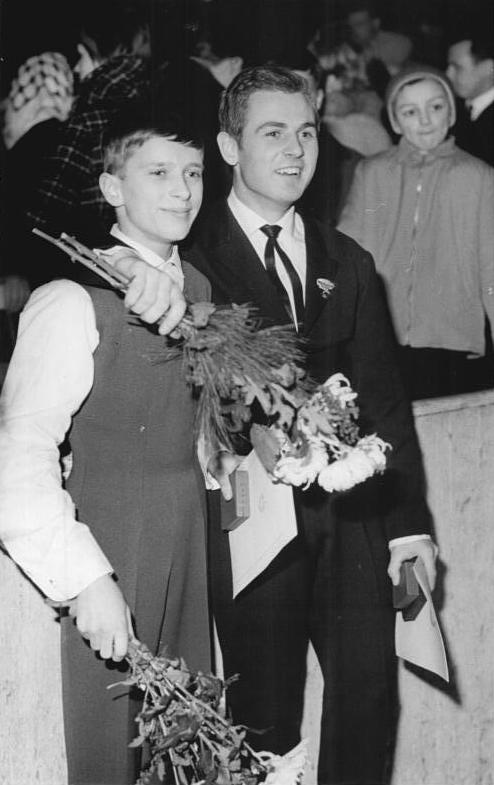
Günter Zöller (links) und Ralph Borghard (rechts) 1963 bei den DDR-Meisterschaften in Karl-Marx-Stadt

Ralph Borghard (* 17. April 1944 in Rostock) ist ein ehemaliger deutscher Eiskunstläufer, der im Einzellauf international für die DDR startete.
Er startete bis 1966 für die DDR für den SC Dynamo Berlin und ab 1967 für die Bundesrepublik für die Düsseldorfer EG, nahm an internationalen Turnieren allerdings nur für die DDR teil.
In den Jahren 1963, 1964 und 1966 wurde er DDR-Meister. Er nahm an drei Europameisterschaften teil, sein bestes Ergebnis war der sechste Platz, den er 1963 und 1966 erreichte. Bei seiner einzigen Weltmeisterschaft wurde er 1966 14. 1964 bestritt er die Olympischen Spiele in Innsbruck und beendete sie als Elfter.

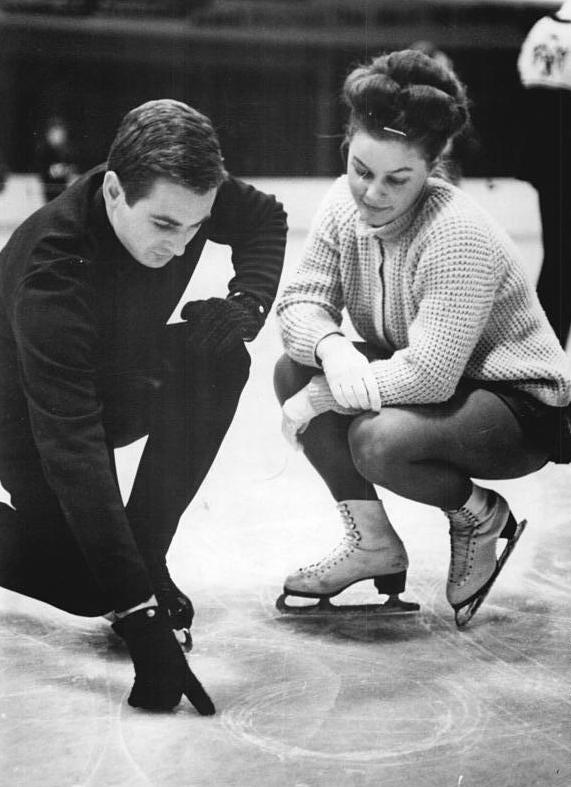
Ralph Borghard mit Gabriele Seyfert

Ralph Borghard ist Zahnarzt in Berlin.

## Ergebnisse
| Wettbewerb / Jahr        | 1962 | 1963 | 1964 | 1965 | 1966 | 1967 |
| ------------------------ | ---- | ---- | ---- | ---- | ---- | ---- |
| Olympische Winterspiele  |      |      | 11.  |      |      |      |
| Weltmeisterschaften      |      |      |      |      | 14.  |      |
| Europameisterschaften    | 15.  | 6.   |      |      | 6.   |      |
| DDR-Meisterschaften      | 2.   | 1.   | 1.   |      | 1.   |      |
| Deutsche Meisterschaften |      |      |      |      |      | 2.   |